# Telipogon caucanus
Telipogon caucanus är en orkidéart som beskrevs av Rudolf Schlechter. Telipogon caucanus ingår i släktet Telipogon och familjen orkidéer.
Artens utbredningsområde är Colombia. Inga underarter finns listade i Catalogue of Life.